# Paul van der Sterren
Paul van der Sterren (Venlo, 17 maart 1956) is een Nederlandse schaakgrootmeester (GM) en auteur. Hij werd tweemaal Nederlands kampioen schaken. 

## Levensloop
Van der Sterren werd meester in 1979 en grootmeester in 1989. Hij deed 25 maal mee aan het Nederlands kampioenschap schaken en wist dat tweemaal, in 1985 en 1993, te winnen. In 1993 eindigde hij bij het Interzone-toernooi van Biel als gedeeld tweede en plaatste zich daarmee voor de kandidatenmatches. Hij verloor de kwartfinale van Gata Kamsky. In 1994 won hij het Lost Boys Toernooi in Antwerpen.
Van 1982 tot 2000 speelde hij acht maal mee het het Nederlandse Olympiadeteam, waarbij hij altijd minstens 50% scoorde. In 2001 stopte hij met wedstrijdschaken.
Rond 2005 publiceerde hij het driedelige De wereld van de schaakopening. In 2010 maakte hij zijn comeback in de KNSB-competitie voor schaakvereniging Caissa in Amsterdam. Eind 2011 verscheen zijn sportieve autobiografie Zwart op wit. Verslag van een schakersleven.
In 1998 maakte Van der Sterren kennis met de uit het boeddhisme afkomstige vipassana meditatie en begon hij deze meditatie te beoefenen en begon later zelf les te geven tot 2005. Hij beëindigde zijn 'spirituele carrière' direct. Sindsdien is iedere vorm van spiritueel zoeken volstrekt uit zijn leven verdwenen. Hij schreef een prikkelend boek dat gezien kan worden als een commentaar op deze ervaringen en op het boeddhisme, dat in 2012 onder de titel Verlichting in een lege verpakking is gepubliceerd.
In oktober 2013 verscheen zijn boek Over het brein, non-dualiteit en vrije wil. Een derde boek op dit gebied, Gedachten over het ondenkbare is in december 2016 verschenen. In november 2019 kwam het boek Ontbijt met non-dualiteit. 64 licht onverteerbare brokken uit.
Van september 2019 tot juni 2024 was Van der Sterren voorzitter van het Max Euwe Centrum (MEC) in Amsterdam.
Van der Sterren publiceert regelmatig artikelen of columns voor het tijdschrift Inzicht over zelfonderzoek.

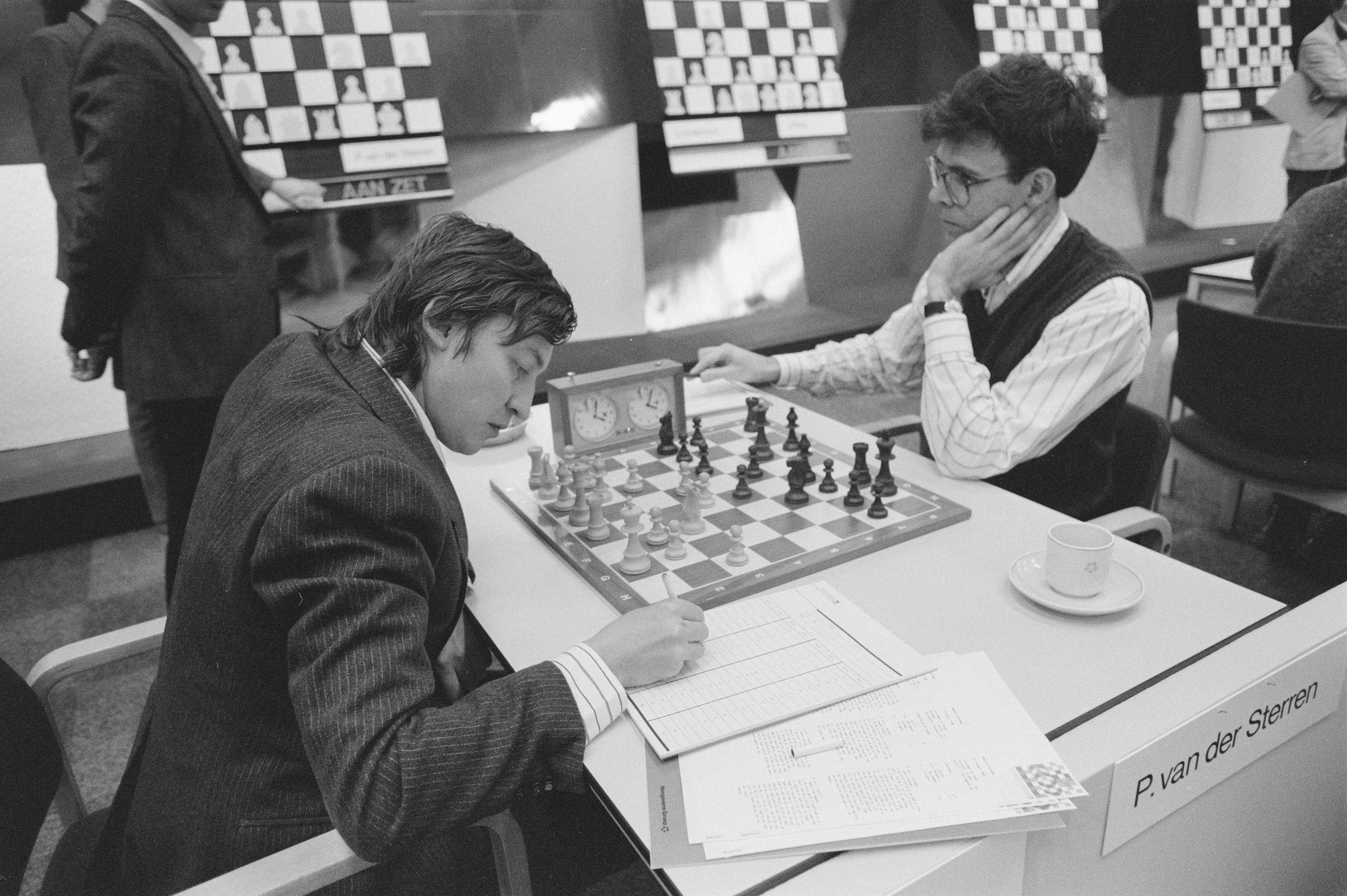
Anatoli Karpov vs. Van der Sterren
(Hoogovens schaaktoernooi 1988)